# Vera Aléntova
Vera Valentínovna Aléntova (Вера Валентиновна Алентова, Kotlace, de la región de Arcángel, 21 de febrero de 1942) es una actriz rusa. 

## Biografía
Hija de una familia de actores, realizó sus estudios de arte dramático en la escuela del Teatro Académico de Arte en 1965 y desde esa fecha trabaja en el Teatro Pushkin de Moscú. Durante sus estudios conoció a Vladímir Menshov, con quién se casó.
Alentova fue declarada la mejor actriz del año en Rusia en 1980, y es Artista Emérita de Rusia desde 1982 y Artista del Pueblo de Rusia desde 1992.
La película Moscú no cree en lágrimas ganó el Oscar a la mejor película de habla no inglesa.

## Filmografía destacada
- La envidia de dioses (2000)
- La longevidad (1997)
- Shirli-Muirli (1995)
- Hijos y padres (1995)
- El novio de Miami (1994)
- La visita inesperada (1992)
- Cuando los santos marchan (1990)
- El proceso (1989)
- Perdónanos... jardín (1988)
- Mañana fue la guerra (1987)
- El tiempo de los deseos (1984)
- Tiempo de pensamientos (1982)
- Moscú no cree en lágrimas (1979)
- Los días de verano (1966)